# 桑塞尔地区圣热姆
桑塞尔地区圣热姆（法語：Sainte-Gemme-en-Sancerrois，法語發音：[sɛ̃t ʒɛm ɑ̃ sɑ̃sɛʁwa]）是法国谢尔省的一个市镇，位于该省东北部，属于布尔日区。

## 地理
桑塞尔地区圣热姆（47°23'38"N, 2°48'59"E）面积14.84 平方千米，位于法国中央-卢瓦尔河谷大区谢尔省，该省份为法国中部省份，北起卢瓦雷省，西接卢瓦-谢尔省和安德尔省，南至克勒兹省，东南接阿列省，东临涅夫勒省。
与桑塞尔地区圣热姆接壤的市镇（或旧市镇、城区）包括：巴奈、布勒雷、桑塞尔地区萨维尼、叙布利尼、叙里昂沃。

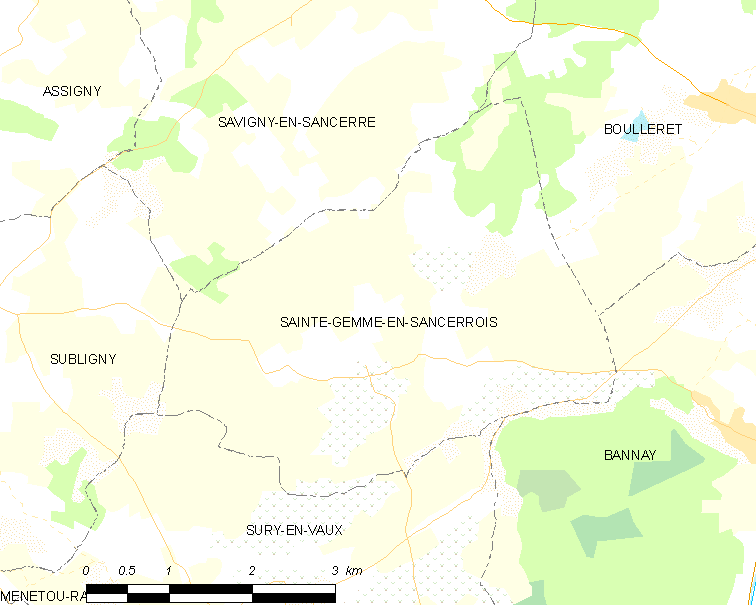
桑塞尔地区圣热姆的OSM定位图

桑塞尔地区圣热姆的时区为UTC+01:00、UTC+02:00（夏令时）。

## 行政
桑塞尔地区圣热姆的邮政编码为18240，INSEE市镇编码为18208。

## 政治
桑塞尔地区圣热姆所属的省级选区为桑塞尔县。

## 人口

1962-2008年间桑塞尔地区圣热姆人口变化图示

桑塞尔地区圣热姆于2022年1月1日时的人口数量为403人。